# Kåddis
Kåddis är en ort i Umeå kommun som ligger vid den norra stranden av  Umeälven cirka fem kilometer nordväst om Umeå, söder om E12, mellan Baggböle och Brännland. Från 2015 avgränsar SCB här två småorter.

## Etymologi
Kåddis är en gammal by. Olika stavningar av ortens namn har varit Kadi(i)s, Ca(a)di(i)s 1324, 1328, 1344, Kodis 1493, Kadis 1494, Kådiis 1539, 1543. Etymologin är omtvistad. Vanligtvis anses det komma från det umesamiska ordet gáddie, som betyder strand. Kåddis skulle i så fall ursprungligen ha varit en gammal samisk fiskeplats. En annan möjlighet är att det syftar på det likaledes umesamiska gåddie, vildren. Namnet har också associerats med ett finskt ord för gårdstun och skulle i så fall ha uppkommit först i samband med den medeltida bosättningen.

## Historia
Pollenanalyser från Joningsmyren i Kåddis har visat att skog röjdes och säd började odlas på 500-talet, förmodligen något senare än i Hiske. Kåddis är därmed en av Umeåområdets allra äldsta jordbruksbyar.
Den första historiska källa som omnämner Kåddis är ett tingsprotokoll från den 16 juli 1324. Den barnlöse bonden Johannes i Kåddis och hans hustru Cecilia hade kort dessförinnan donerat sitt hemman och allt sitt lösöre till ärkebiskopen och Uppsala domkyrka och skulle nu ha rättens godkännande av gåvan. Så skedde också, efter att Cecilias bror Jerund i Hiske ersatts med sex mark.
1346 bytte domkapitlets åker, äng och fiskevatten i Kåddis ägare. Det var Könik Skarlakan, som var bosatt "i Uma socken i Kadis by", som tog över egendomen i utbyte mot sin arvejord i Malma utanför Uppsala. I Uppsala fanns vid den här tiden en mängd invandrade tyska borgare, och Könik var troligen en av dem – Könik är en lågtysk kortform av namnet Konrad. Nils Ahnlund har påpekat att tillnamnet Skarlakan syftar på en importerad klädessort av livligt röd färg, och att det finns uppgifter om att de birkarlar som handlade med samerna brukade ikläda sig denna färg. Således drog han slutsatsen att Könik Skarlakan var just en sådan person. Men den uppfattningen stämmer inte längre enligt en ny forskning. Det nämnda tillnamnet var istället ett medeltida västeuropeiskt släktnamn. Detta skrevs då med lågtyska formen Scarlaken eller Skarlakän särskilt i tyska området Westfalen. Detta namn motsvarar idag nederländska formen Scharlaken.
I grannbyn Baggböle på 1500-talet fanns en handelsman som dels bar förnamnet Könik eller König, dels ägnade sig åt handel med samerna, har Nils Ahnlund också antagit att Könik Skarlakan måste ha varit dennes förfader, på grund av den rigida bundna namngivningen.
Den medeltida bebyggelsen var belägen söder om den nuvarande byn. Byns flyttning förefaller ha berott på en ny vägsträckning.[källa behövs] Kåddis låg vid den gamla sockenvägen, och tillhörde Umeå landsförsamling.
År 1543 fanns fem bönder i byn, under 1600- och 1700-talet förtätades bebyggelsen något. Under indelningsverkets tid fanns tre roten i Kåddis, men två av dessa var gemensamma med Baggböle. Vid 1800-talets senare hälft expanderade byn genom att flera gårdar sämjodelades. Under 1900-talet har flera bostadsfastigheter av egnahems- och senare villatyp tillkommit. Bebyggelsen i Kåddis har dock till övervägande del behållit sin byakaraktär. 
Fisket har alltid varit en viktig näring i Kåddis. Fisket nämns i medeltida brev, och fortfarande sker fiske av havsöring där. Kåddis ligger vid den så kallade torrfåran och det finns många forsar just där som är gynnsamma för fisket.